# Huntington, West Virginia
Huntington là một thành phố thuộc quận Cabell và Wayne, dọc theo sông Ohio tiểu bang West Virginia, Hoa Kỳ. Phần lớn thành phố thuộc quận Cabell và là quận lỵ quận này, một phần nhỏ nằm ở quận Wayne. Thành phố có diện tích km2, dân số năm 2009 là 49.129 người 49,129 in 2009.. Thành phố thuộc khu vực thống kê đô thị Huntington-Ashland, WV-KY-OH với dân số 285.624 người vào thời điểm năm 2009. Thành phố Huntington lớn thứ nhì trong tiểu bang Tây Virginia. Đại học Marshall toạ lạc ở thành phố.